# طبقة هكسلي
طبقة هكسلي هي الطبقة الثانية لغمد الجذر الداخلي في الشعر، وتتكون من طبقة أو طبقتين قرنيتين، وهي مُسطحة وذات أنوية. تقع بين طبقة هنلي والقشيرة. سُميت نسبةً إلى عالم الأحياء الإنجليزي توماس هنري هكسلي.